# 名古屋市電千早線
千早線（ちはやせん）は、かつて愛知県名古屋市に存在した、名古屋市電の路線（路面電車）の一つである。同市中区の矢場町停留場から千早町停留場までを結んでいた。

## 歴史
名古屋電気鉄道市内線の市営化後、名古屋市は同社の保有した特許線をベースとした「第1期建設改良工事」を実施し、路線網を拡張した。市はそれに続く新規路線として約58kmに及ぶ軌道敷設特許を取得し、更なる拡張に意欲を示したものの、資金不足により「第2期建設改良工事」と称した建設計画は1930年度で打ち切られ、大半が未開業線として先送りされることになった。この「第2期建設改良工事」で新設された2路線のうちのひとつが千早線である。ただし、千早線自体は1928年（昭和3年）3月31日に名古屋市が得た特許線ではなく、1913年（大正2年）4月24日に尾張電気軌道が取得した特許を1925年（大正14年）7月16日に譲り受けたものである。
千早線の千早町停留場は中央本線西側にあり、同線東側にあった新三河鉄道千早停留場と徒歩連絡していたが、市が新三河鉄道を買収し市電八事線としてからも両線間を結ぶ連絡線は建設されなかった。そのため千早線および八事線大久手 - 千早間の利用者は少なく、戦時中の資材転用の対象となり1944年（昭和19年）7月2日に休止された。戦後も同区間が復活することはなく、1963年（昭和38年）2月1日に廃止手続きが取られた。
なお、同区間を無軌条化する計画があり1944年（昭和19年）5月18日に営業許可申請を行っているが、不許可となっている。

### 年表
- 1913年（大正2年）4月24日 - 尾張電気軌道が東区千種町字瓦前25 - 中区千早町2丁目22 - 中区矢場町五ノ切41間の軌道敷設特許を取得[2]。
- 1925年（大正14年）7月16日 - 名古屋市が尾張電気軌道から千早町 - 矢場町間の特許を譲受[2]。
- 1930年（昭和5年）5月9日 - 開通[4]。
- 1944年（昭和19年）7月2日 - 休止[4]。
- 1963年（昭和38年）2月1日 - 廃止[4]。

## 停留場
| 停留場名   | 読み                 | キロ程 | 接続路線                   |
| ---------- | -------------------- | ------ | -------------------------- |
| 矢場町     | やばちょう           | 0.0    | 名古屋市電：熱田線         |
| 東川端町   | ひがしかわばたちょう | 0.4    |                            |
| 丸田町     | まるたまち           | 0.8    | 名古屋市電：高岳延長線     |
| 老松車庫前 | おいまつしゃこまえ   | 1.2    | 名古屋市電：公園線         |
| 千早町     | ちはやちょう         | 1.4    | 名古屋市電：八事線（千早） |